# Peter Danielsson
För dansbandssångaren, se Peter Danielson.
Sven Peter Danielsson, född 4 april 1974 i Maria församling i Helsingborg, är en svensk politiker (moderat). Han var ordinarie riksdagsledamot 2002–2006, invald för Skåne läns västra valkrets, och kommunstyrelsens ordförande i Helsingborgs kommun från 2006 till 2022. Sedan 2023 är Danielsson andre vice ordförande i Sveriges Kommuner och Regioner.

## Biografi
Danielsson började 1995 studera vid Lunds universitet, vilket resulterade i en filosofie kandidatexamen i statsvetenskap, med kompletterande kurser som nationalekonomi, företagsekonomi, juridik och psykologi. Han har varit verksam som lärarvikarie, ledarskribent på Nordvästra Skånes Tidningar, politisk sekreterare i Helsingborgs kommun samt som kommunikationskonsult. Sedan 1999 driver han ett företag där han bland annat skriver och håller föredrag om ledarskap, retorik, kommunikation och medierelationer.
Peter Danielssons politiska karriär började i Moderata Ungdomsförbundet efter valet 1988. Han var bland annat distriktsordförande för MUF i Malmöhus län 1997–1999. År 1998 blev han invald i förbundsstyrelsen och var förste vice förbundsordförande för MUF 2000–2002. Danielsson har varit engagerad i kommunalpolitiken i Helsingborg sedan 1992, då han blev ersättare i vårdstyrelsen. Sedan dess har han bland annat suttit i servicenämnd Ödåkra, gymnasienämnden, skol- och fritidsnämnden och kommunstyrelsen. År 1994 blev han ersättare i kommunfullmäktige och i valet 1998 avancerade han till ledamot. Han lämnade kommunalpolitiken 2002, men återvände den 1 november 2006. 
I valet 2002 valdes Danielsson in i Sveriges riksdag. I riksdagen arbetade han till en början i bostadsutskottet och näringsutskottet. 2005 flyttade han till utbildningsutskottet, där han fick ansvar för gymnasiefrågorna, högre utbildning och forskning. I valet 2006 omvaldes han till riksdagen och blev gruppledare för Moderaterna i utbildningsutskottet. 
Efter en dryg månad lämnade han riksdagen för bli kommunstyrelsens ordförande i Helsingborgs kommun. 2006–2010 ledde han en femklöverkoalition. Efter valet 2010 blev han den första kommunstyrelseordföranden i Helsingborg sedan 1970-talet att återväljas och han ledde under mandatperioden 2010–2014 en treklöverkoalition som styrde Helsingborg i minoritet. 
I kommunalvalet 2014 blev Peter Danielsson den mest kryssade politikern i Helsingborg och fick återigen förnyat förtroende som kommunstyrelsens ordförande. Moderaterna i Helsingborg fick ett högre valresultat än vad partiet fick i någon annan av de femton största kommunerna. Under mandatperioden 2014–2018 styrdes Helsingborg av en koalition, det så kallade Blågröna Helsingborg, bestående av Moderaterna, Miljöpartiet, Liberalerna, Centerpartiet och Kristdemokraterna. I kommunvalet 2018 kom koalitionen att tappa sin majoritet. Istället skapades ett minoritetsstyre med Moderaterna, Liberalerna, Centerpartiet och Kristdemokraterna. 
Under tiden som kommunstyrelseordförande var Danielsson även ordförande i Familjen Helsingborg och styrelseledamot i Greater Copenhagen. Han har även varit ordförande för Avfall Sverige 2012–2015.
Inför kommunalvalet 2022 meddelade Danielsson att han inte tänkte ställa upp för omval.
I juli 2022 valdes Peter Danielsson till ordförande för Sveriges Kommuner och Regioner (SKR). I mars 2023 blev han i stället andre vice ordförande, efter att en ny majoritet utan Moderaterna bildats.
Den 10 januari 2015 valdes Danielsson enhälligt till förste vice partiordförande för Moderaterna under en extrainsatt partistämma. Vid partiets stämma 2019 avgick han från posten, eftersom han ville fokusera mer på den lokala politiken och ha mer tid för familjen.
Under Peter Danielsson tid som kommunstyrelsens ordförande har Helsingborgs stad utsett till Sveriges bästa miljökommun åren 2017, 2018, 2019 och 2020 . Andra utmärkelser som staden har fått under Danielssons tid är Årets purple Flag-stad 2018, Sveriges Kvalitetskommun 2017, Årets Nybyggarkommun 2017, Årets tillväxtkommun 2016, Årets IT-kommun 2015, Årets Employer Branding-kommun 2012 och 2014 och Årets idrottskommun 2012 .

## Författarskap
Peter Danielsson har tillsammans med Magnus Dahl och Thomas Pålsson skrivit boken Aktion bygg bron, som gavs ut 2000 av Timbro och behandlar det politiska och opinionsmässiga spelet bakom beslutet att bygga Öresundsbron.